# Saigon (ca sĩ)
Brian Daniel Carenard (sinh ngày 13 tháng 7 năm 1977), hay nghệ danh là Saigon, là một ca sĩ rap người Mỹ.
Sinh ra tại thành phố Newburgh, bang New York, Brian lớn lên trong một đại gia đình trung lưu ở thành phố Spring Valley bang New York.